# Andrés Manuel Carretero
Andrés Manuel Carretero (Bragado,  1927 - Buenos Aires, 10 de julio de 2004), fue un historiador autodidacta argentino. 
Incansable y tenaz, constante y disciplinado, apasionado investigador, Carretero sustentaba todos sus textos en  rigurosos trabajos de documentación. 
El gaucho, los chicos de la calle, la Federación, la vida cotidiana en tiempos de las luchas independentistas, el tango y la sociedad virreinal son, entre otros, los variados temas en los que trabajó a lo largo de su productiva existencia.
Fue miembro titular de la Academia Nacional del Tango donde ocupó el sitial “Suerte Loca”, y fue responsable de la biblioteca institucional, suplantando a José Gobello.

## Obras
Su obra pertenece a la corriente  revisionista argentina que se opone a la historia oficial de ese país. 
Algunas de sus obras son:
- El gaucho, mito y símbolo tergiversados  (1964)
- El compadrito y el tango; el hombre de la Argentina comercial  (1964)
- Dorrego  (1968)
- Expedición al Nahuel Huapí (1968) (En coautoría con Conrado E. Villegas)
- Diario de la expedición al desierto (1969)
- Colección de obras y documentos relativos a la historia antigua y moderna de las provincias del Río de la Plata (1969/1972)
- Los Anchorena; política y negocios en el siglo XIX  (1970)
- El pensamiento político de Juan Manuel de Rosas (1970)
- Rosas en los testimonios de su época  (1970)
- La llegada de  Rosas al poder  (1971)
- Anarquía y caudillismo; la crisis institucional en febrero de 1820  (1971)
- Ida y vuelta de José Hernández  (1972)
- La propiedad de la tierra en la época de Rosas (1972?)
- Conquista de La Pampa (1974) (En coautoría con Manuel Prado Ugarteche)
- Orígenes de la dependencia económica argentina, 1776/1852  (1974)
- Orden, paz, entrega, 1880-1886 (1974?)
- Correspondencia de Dominguito en la guerra del Paraguay  (1975)
- Liberalismo o dependencia  (1975)
- La Santa Federación, 1840-1850 (1975)
- Historia de la conquista del Paraguay, Río de la Plata y el Tucumán  (1994)
- Evocaciones Históricas  (1994)
- Prostitución en Buenos Aires (1995)
- Chicos de la calle  (1996)
- Tango, testigo social  (1996)
- Vida cotidiana en Buenos Aires  (2000)
- El gaucho argentino. Pasado y presente   (2002)
- Tango, la otra historia  (2004)